# نايجل وردن
نايجل وردن (بالإنجليزية: Nigel Worden)‏ هو مؤرخ جنوب أفريقي، ولد في 27 مارس 1955.